# Genoa (Victoria)
Genoa è una cittadina dello Stato di Victoria, in Australia.
Il paese sorge a circa quindici chilometri dal confine con il Nuovo Galles del Sud a 498 km da Melbourne, la capitale dello Stato, tra l'autostrada Princes Highway che collega Sydney ad Adelaide e l'omonimo fiume.
Genoa è il maggior punto d'ingresso al Parco Nazionale Croajingolong noto per la varietà di uccelli e cigni neri.
Nel 1970 vennero scoperti alcuni fossili di mammiferi ed anfibi, risalente 350 milioni di anni fa; queste sono alcune delle più antiche testimonianze della presenza dei mammiferi sulla terra.
La marina di Genoa è importante in località Fly Cove è il luogo dove George Bass ancorò nel 1797. Questa costa è oggi la patria di granchi soldato e dei pellicani che nidificano nelle vicine Isole Skerries.
Il nome del paesino non deriva dalla città di Genova ma dalla storpiatura del nome Genis. Secondo la tradizione Genis era un aborigeno noto per la sua capacità di mediare e ripianare le controversie.

## Amministrazione
Date le ridotte dimensioni Genoa non ha una propria istituzione amministrativa autonoma.